# Ampliación el Zapote
Ampliación el Zapote är en ort i Mexiko.   Den ligger i kommunen Mazatlán och delstaten Sinaloa, i den centrala delen av landet, 800 km nordväst om huvudstaden Mexico City. Ampliación el Zapote ligger 15 meter över havet och antalet invånare är 204.
Terrängen runt Ampliación el Zapote är platt, och sluttar söderut. Runt Ampliación el Zapote är det ganska tätbefolkat, med 139 invånare per kvadratkilometer. Närmaste större samhälle är Mazatlán, 10,2 km väster om Ampliación el Zapote. Omgivningarna runt Ampliación el Zapote är en mosaik av jordbruksmark och naturlig växtlighet.